# Dolîna, Nedrîhailiv
Dolîna (în ucraineană Долина) este un sat în așezarea urbană Ternî din raionul Nedrîhailiv, regiunea Sumî, Ucraina.

## Demografie
Componența lingvistică a localității Dolîna
     Ucraineană (87,5%)
     Rusă (12,5%)
Conform recensământului din 2001, majoritatea populației localității Dolîna era vorbitoare de ucraineană (87,5%), existând în minoritate și vorbitori de rusă (12,5%).